# Добеле (район)
Добеле (на латвийски: Dobeles rajons) е район в централна западна Латвия. Административен център е град Добеле. Населението на района е 38 066 души, а територията е 1632 km2. Районът граничи със Салдус на запад, Йелгава на изток, Литва на юг и с Тукумс на север.

## Населенные места
| - Аннениеки - Ауце - Аури - Бене - Берзе - Биксти - Витиня - Добеле (град) - Добеле (епархия) |  | - Зебрене - Иле - Кримуна - Лиелауце - Наудите - Пенкуле - Тервете - Укри - Яунберзе |